# Plaza Lavalle

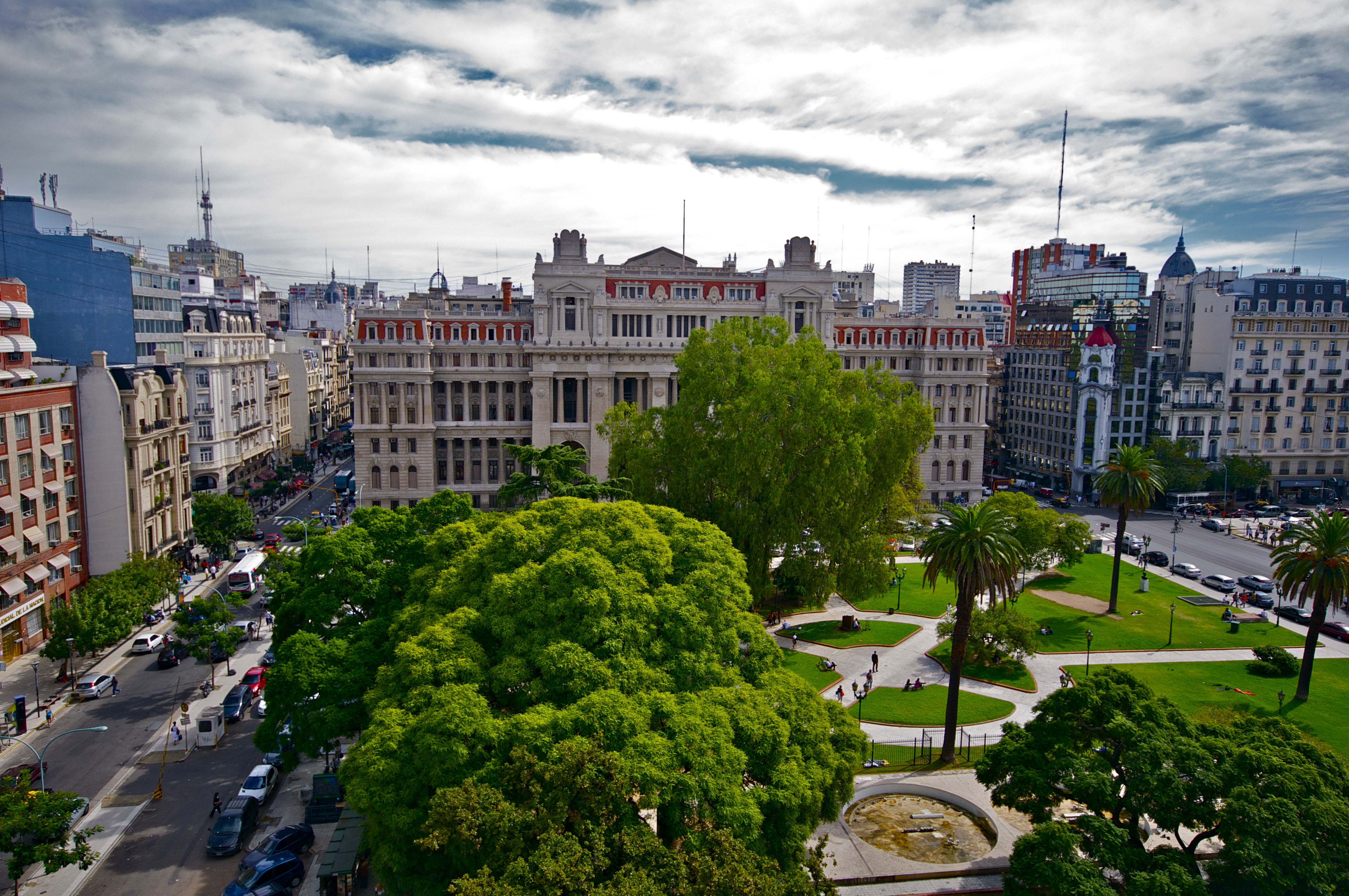
Plaza Lavalle

Plaza Lavalle of Lavalle-plein is een van de belangrijkste pleinen in de stad Buenos Aires, de hoofdstad van Argentinië.
Het plein ligt in de wijk San Nicolás, met uitzondering van de noordelijke rand, die deel uitmaakt van de wijk Retiro, en heeft de vorm van een langgerekte rechthoek met een zuid-noordas.  Het wordt omringd door de Calle Lavalle (zuiden), de Avenida Córdoba (noorden), de Calle Talcahuano (westen) en de Calle Libertad (oosten). De oppervlakte, van voor tot achter, bedraagt meer dan 40.000 vierkante meter (4 hectare). In de omgeving van het plein bevinden zich verschillende historische, administratieve en culturele bezienswaardigheden van de stad. Plaza Lavalle wordt van oost naar west doorkruist door twee belangrijke straten: Calle Viamonte in het noorden en Calle Tucumán in het zuiden. 
In de 18e eeuw was het plein een woestenij met een lagune. Een van de beken van de stad liep er doorheen, de arroyo Tercero del Medio. De bedding volgde Calle Libertad, en draaide naar het oosten bij Calle Viamonte. Er was een brug gebouwd om het over te steken. Na de onafhankelijkheid in 1822 werd hier een artilleriepark ingericht, met een wapenfabriek en een kruitmagazijn. Dit park was het voornaamste toneel van de Parkrevolutie in juli 1890, toen tegenstanders van de regering van president Miguel Juárez Celman slaags raakten. 
Er staan verschillende standbeelden en monumenten op het plein, evenals bomen die honderden jaren oud zijn. Onder de monumenten bevindt zich er een ter ere van Juan Lavalle, en andere, waarvan er een werd opgericht ter nagedachtenis van de slachtoffers van het vliegtuigongeluk in 1971 dat aan verscheidene ballerina's van Teatro Colón het leven kostte. Onder de honderdjarige bomen zijn er Agathis australianus van meer dan 120 jaar oud en een Ceibo de Jujuy die in 1878 werd geplant door de magistraat van de stad Torcuato de Alvear. 

Standbeelden en monumenten
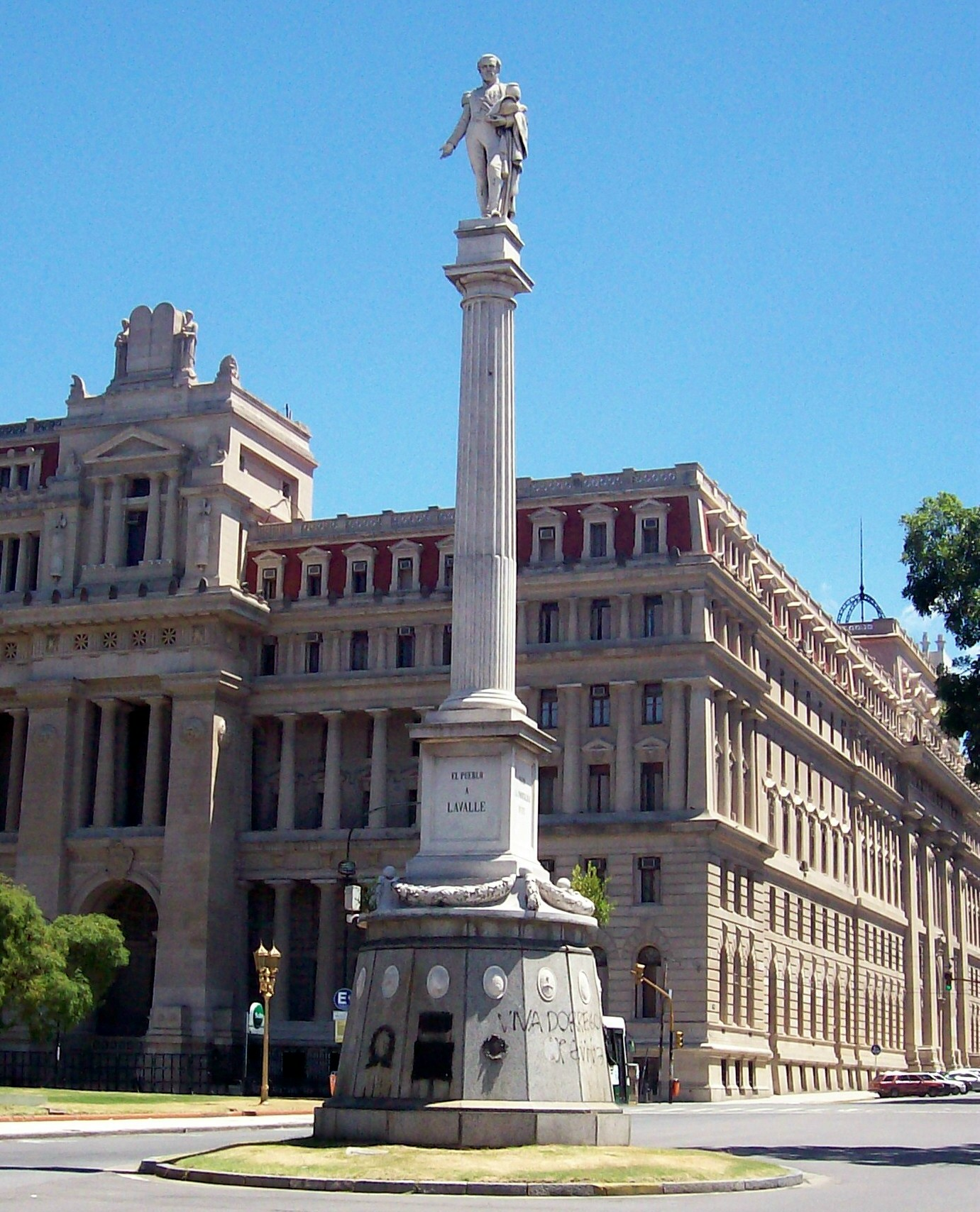
Zuil ter nagedachtenis aan Juan Lavalle, door de Italiaanse kunstenaar Pietro Costa. Plaza Lavalle, Buenos Aires, Argentinië.

Afbeeldingen d'archief
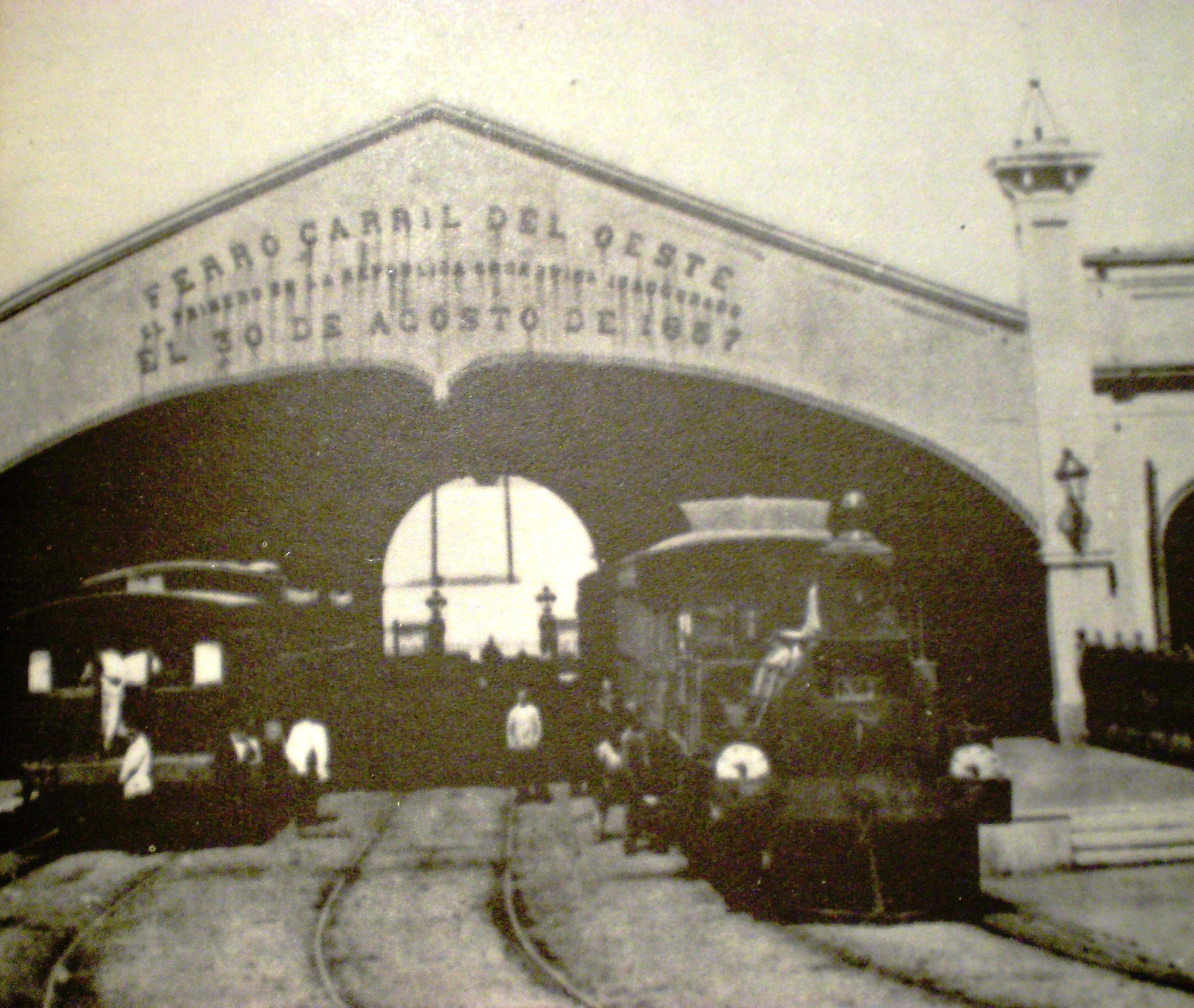
Estación del Parque, in Plaza Lavalle. Hier werd later het Teatro Colón gebouwd.
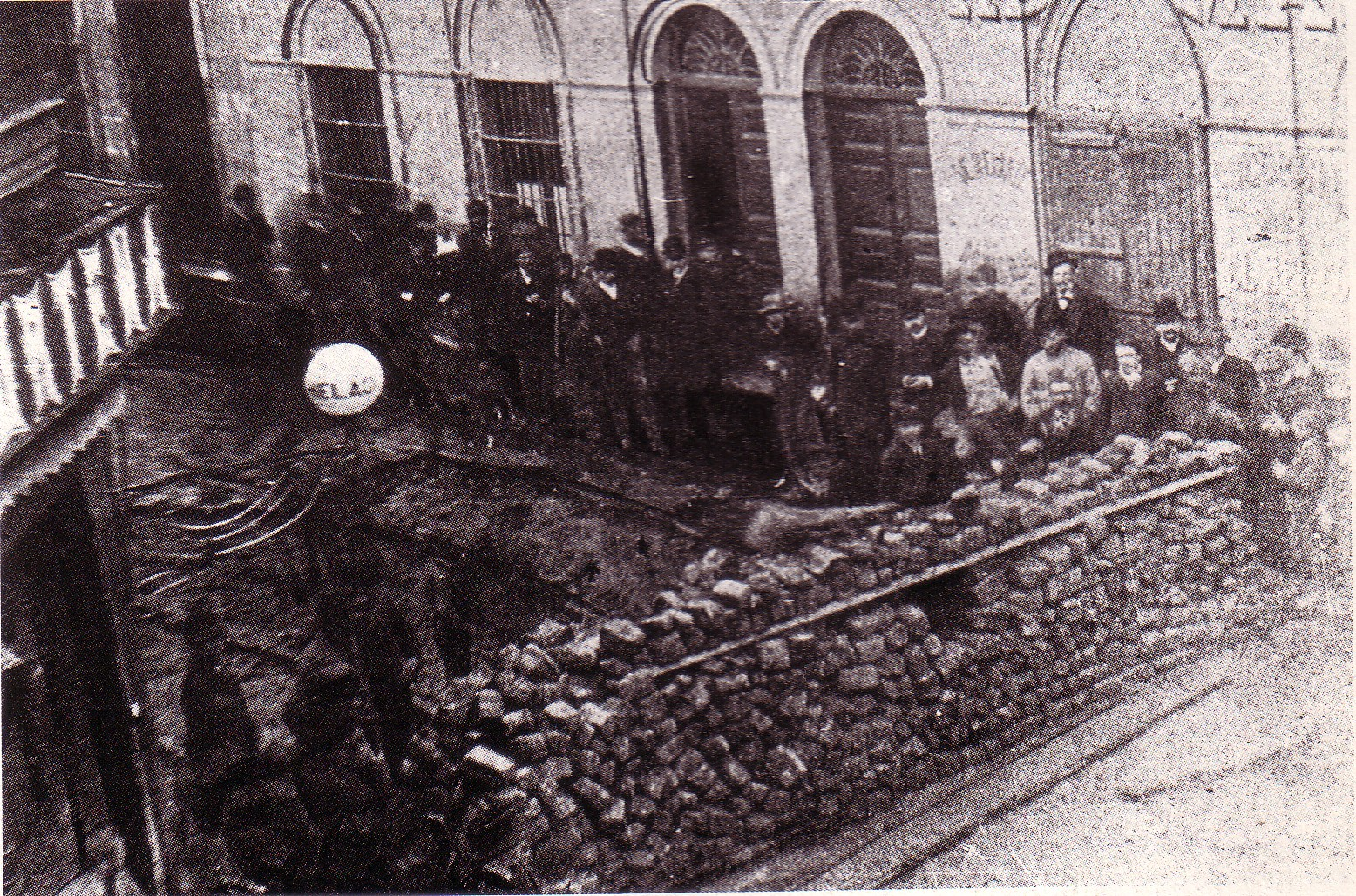
Revolutionaire barricade die het Artillerie Park beschermt tijdens de revolutie van 1890.
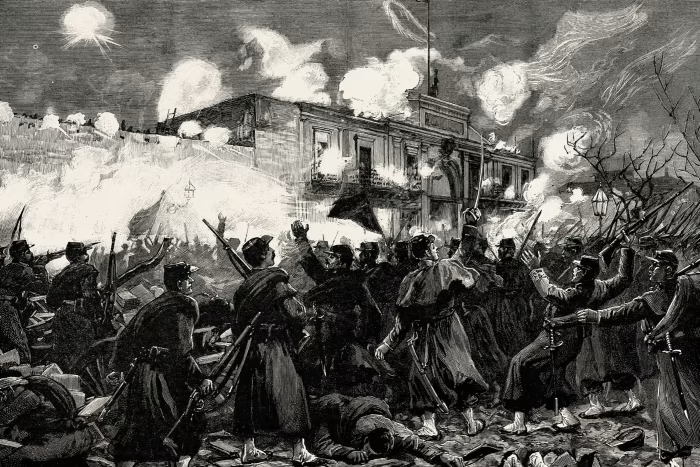
Scènes in Buenos Aires tijdens de revolutie in Argentinië: de gevechten buiten het arsenaal en de kazernes, Plaza Lavalle, de eerste gebouwen die door de opstandelingen in beslag werden genomen (The Graphic, 6 september 1890).

- Virtual International Authority File: 315161048